# 폴 개스코인
폴 존 개스코인(영어: Paul John Gascoigne, 1967년 5월 27일 ~ )은 잉글랜드의 전 축구 선수로, 포지션은 공격형 미드필더였다.

## 클럽 경력
잉글랜드의 뉴캐슬 유나이티드에서 데뷔하여 토트넘 홋스퍼, SS 라치오 등을 거쳤고, 경력 말기에는 중국의 간수 티안마에서 뛰기도 하였다.

## 국가대표팀 경력
또한 잉글랜드 축구 국가대표팀의 일원으로서 1990년 FIFA 월드컵과 UEFA 유로 1996에 참가하였으며, 총 57경기에 출장하여 10골을 기록하였다.

## 수상

#### 토트넘
- FA컵: 1990-91

#### 레인저스
- 스코틀랜드 프리미어 디비전: 1995-96, 1996-97
- 스코틀랜드 컵: 1995-96
- 스코틀랜드 리그 컵: 1995-96

### 개인
- 발롱도르 4위 : 1990
- SPFA 올해의 선수 : 1995-96
- SFWA 올해의 선수 : 1995-96
- PFA 올해의 영플레이어 : 1987-88
- PFA 올해의 팀 : 1987-88, 1990-91
- UEFA 유로 올스타팀 : 1996
- BBC 올해의 스포츠인 : 1990
- BBC 올해의 골 : 1990-91
- 뉴캐슬 올해의 선수 : 1997-98
- 잉글랜드 축구 명예의 전당 : 2002
- 레인저스 명예의 전당 : 2006